# Graindelavoix
Graindelavoix es un conjunto de música antigua fundado por el etnomusicólogo belga Björn Schmelzer en 1999 en Amberes, Bélgica.
Su repertorio es muy amplio, pero está centrado principalmente en la polifonía medieval y renacentista de compositores tales como Ockeghem, Guillaume de Machaut, Alexander Agricola, Orazio Vecchi, Josquin des Prés o Cipriano de Rore.
El nombre del grupo está tomado a partir de un ensayo del pensador francés Roland Barthes en el que buscaba aquello que constituía la esencia de la voz.
El grupo es “invitado especial” en el "Muziekcentrum De Bijloke", en Gante y tiene un acuerdo artístico de largo alcance con el "Cultuurcentrum" de Genk. Entre los años  2015 y 2018, la formación residió en la Fondation Royaumont, cerca de París, donde el grupo presentaba sus nuevos proyectos e impartía clases maestras. A nivel más estructural, desde 2010, está subencionado por la Comunidad Flamenca.
Todas sus grabaciones han sido para el sello Glossa, a excepción del álbum Muntagna Nera que lo fue para Virgin Classics (filial de EMI Classics).

## Discografía
- 2006 - Caput. Johannes Ockeghem: Missa Caput. Parisian machicotage from the Mandatum Ritual. Glossa GCD P32101.
- 2007 - Joye. Les plaintes de Gilles de Bins dit Binchois. Glossa GCD P32102.
- 2008 - Poissance d'amours. Mystics, Monks & Minstrels in 13th century Brabant. Glossa GCD P32103.
- 2009 - La Magdalene. The cult of Mary Magdalene in the early 16th century. Glossa GCD P32104.
- 2010 - Cecus. Colours, blindness and memorial. Alexander Agricola and his contemporaries. Glossa GCD P32105.
- 2012 - Muntagna Nera. Virgin Classics[5]
- 2012 - Cesena. Songs for popes, princes and mercenaries. Glossa GCD P32106.
- 2012 - Ossuaires. Office for Elizabeth of Hungary by Pierre de Cambrai. Villard de Honnecourt: Métier, memories and travels of a 13th-century cathedral builder vol. 1. Glossa GCD P32107.
- 2013 - Confréries. Devotional songs by Jaikes de Cambrai. Villard de Honnecourt: Métier, memories and travels of a 13th-century cathedral builder vol. 2. Glossa GCD P32108.
- 2014 - Motets. Music from Northern France: the Cambrai manuscript A 410. Villard de Honnecourt: Métier, memories and travels of a 13th-century cathedral builder vol. 3. Glossa GCD P32109.
- 2016 - Guillaume de Machaut: Messe de Nostre Dame. Glossa GCD P32110.
- 2016 -  Jean Hanelle: Cypriot Vespers. Glossa GCD P32112.
- 2017 - Orazio Vecchi: Requiem. Rubens’s funeral and the Antwerp Baroque. Glossa GCD P32113[6]
- 2017 - Music for an Antwerp Church. International polyphony in Antwerp around 1600. Glossa GCD P32111 (solo digital).[7]
- 2017 - Cipriano de Rore: Portrait of the Artist as a Starved Dog. Glossa Platinum GCD P32114.
- 2018 - The Liberation of the Gothic. Florid polyphony by Thomas Ashwell and John Browne. Glossa GCD P32115.
- 2020 - Gesualdo: Tenebrae. Glossa GCD P32116 (3 CD).